# Campionato mondiale di enduro 2019
Il Campionato mondiale di enduro 2019, trentesima edizione della competizione ha avuto inizio in Germania il 22 marzo 2019 ed è terminata in Francia il 29 settembre dopo 7 prove.
Il calendario è stato ridotto per la pandemia Covid-19.
Le vittorie sono andate al francese Loic Larrieu su TM Racing nella E2 e ai britannici Brad Thomas Freeman nella E1 e Steve Holcombe nella E3 entrambi su Beta.
Brad Freeman è vincitore della categoria assoluta Enduro GP.

## Sistema di punteggio e calendario
| Pos.  | 1  | 2  | 3  | 4  | 5  | 6  | 7 | 8 | 9 | 10 | 11 | 12 | 13 | 14 | 15 | 16 > |
| ----- | -- | -- | -- | -- | -- | -- | - | - | - | -- | -- | -- | -- | -- | -- | ---- |
| Punti | 20 | 17 | 15 | 13 | 11 | 10 | 9 | 8 | 7 | 6  | 5  | 4  | 3  | 2  | 1  | 0    |

| Prova | Data               | Gran Premio                    | Località               | Vincitore gara 1    | Vincitore gara 2    |
| ----- | ------------------ | ------------------------------ | ---------------------- | ------------------- | ------------------- |
| 1     | 22-23-24 Marzo     | Gran Premio di Germania        | Dahlen                 | Steve Holcombe      | Steve Holcombe      |
| 2     | 3-4-5 Maggio       | Gran Premio del Portogallo     | Vapaços                | Steve Holcombe      | Brad Thomas Freeman |
| 3     | 10-11-12 Maggio    | Gran Premio di Spagna          | Santiago de Compostela | Brad Thomas Freeman | Brad Thomas Freeman |
| 4     | 14-15-16 Giugno    | Gran Premio di Grecia          | Serres                 | Brad Thomas Freeman | Brad Thomas Freeman |
| 5     | 21-22-23 Giugno    | Gran Premio d’Italia           | Rovetta                | Daniel Mccanney     | Alex Salvini        |
| 6     | 13-14-15 Settembre | Gran Premio di Repubbilca Ceca | Uhlirske Janovice      | Brad Thomas Freeman | Brad Thomas Freeman |
| 7     | 27-28-29 Settembre | Gran Premio di Francia         | Ambert                 | Brad Thomas Freeman | Loic Larrieu        |

## EnduroGP

### Piloti
| Pos. | Pilota              | Moto      | Punti |
| ---- | ------------------- | --------- | ----- |
| 1    | Brad Thomas Freeman | Beta      | 237   |
| 2    | Steve Holcombe      | Beta      | 226   |
| 3    | Daniel Mccaney      | TM        | 196   |
| 4    | Loic Larrieu        | TM        | 147   |
| 5    | Alex Salvini        | Honda     | 146   |
| 6    | Matteo Cavallo      | Sherco    | 131   |
| 7    | Thomas Oldrati      | Honda     | 117   |
| 8    | Christophe Charlier | Honda     | 99    |
| 9    | Benjamin Herrera    | Beta      | 84    |
| 10   | Davide Guarneri     | Honda     | 75    |
| 11   | Giacomo Redondi     | Husqvarna | 73    |
| 12   | Antoine Basset      | Husqvarna | 66    |
| 13   | Eero Remes          | Yamaha    | 53    |
| 14   | Joe Wotton          | Husqvarna | 51    |
| 15   | Kirian Mirabet      | Honda     | 29    |

### Costruttori
| Pos. | Costruttore | Punti |
| ---- | ----------- | ----- |
| 1    | Beta        | 265   |
| 2    | TM          | 215   |
| 3    | Honda       | 186   |
| 4    | Sherco      | 131   |
| 5    | Husqvarna   | 125   |
| 6    | Yamaha      | 53    |
| 7    | KTM         | 28    |
| 8    | Gas Gas     | 18    |

## E1

### Piloti
| Pos. | Pilota              | Moto   | Punti |
| ---- | ------------------- | ------ | ----- |
| 1    | Brad Thomas Freeman | Beta   | 270   |
| 2    | Thomas Oldrati      | Honda  | 211   |
| 3    | Matteo Cavallo      | Sherco | 208   |
| 4    | Davide Guarneri     | Honda  | 174   |
| 5    | Kirian Mirabet      | Honda  | 126   |
| 6    | Patrik Markvart     | KTM    | 110   |
| 7    | Rudy Moroni         | KTM    | 92    |
| 8    | Lukàs Kucera        | KTM    | 35    |
| 9    | Andreas Beier       | KTM    | 28    |
| 10   | Jonathan Rossé      | Yamaha | 53    |

### Costruttori
| Pos. | Costruttore | Punti |
| ---- | ----------- | ----- |
| 1    | Beta        | 270   |
| 2    | Honda       | 231   |
| 3    | Sherco      | 208   |
| 4    | KTM         | 151   |
| 6    | Yamaha      | 26    |

## E2

### Piloti
| Pos. | Pilota              | Moto      | Punti |
| ---- | ------------------- | --------- | ----- |
| 1    | Loic Larrieu        | TM        | 215   |
| 2    | Alex Salvini        | Honda     | 211   |
| 3    | Christophe Charlier | Honda     | 176   |
| 4    | Benjamin Herrera    | Beta      | 167   |
| 5    | Giacomo Redondi     | Husqvarna | 138   |
| 6    | Eero Remes          | Yamaha    | 136   |
| 7    | Antoine Basset      | Husqvarna | 128   |
| 8    | Joe Wotton          | Husqvarna | 127   |
| 9    | Hugo Blanjoue       | KTM       | 75    |
| 10   | Edward Hubner       | KTM       | 71    |

### Costruttori
| Pos. | Costruttore | Punti |
| ---- | ----------- | ----- |
| 1    | Honda       | 240   |
| 2    | TM          | 215   |
| 3    | Husqvarna   | 208   |
| 4    | Beta        | 167   |
| 5    | Yamaha      | 136   |
| 6    | KTM         | 110   |

## E3

### Piloti
| Pos. | Pilota              | Moto    | Punti |
| ---- | ------------------- | ------- | ----- |
| 1    | Steve Holcombe      | Beta    | 271   |
| 2    | Daniel Mccanney     | TM      | 247   |
| 3    | David Abgrall       | Beta    | 194   |
| 4    | Anthony Geslin      | Beta    | 190   |
| 5    | Jiri Hàdek          | KTM     | 53    |
| 6    | Christophe Nambotin | Gas Gas | 41    |
| 7    | Joshua Gotts        | TM      | 40    |
| 8    | Simone Trapletti    | Gas Gas | 33    |
| 9    | Manuel Monni        | Beta    | 28    |
| 10   | Deny Philippaerts   | Beta    | 21    |

### Costruttori
| Pos. | Costruttore | Punti |
| ---- | ----------- | ----- |
| 1    | Beta        | 271   |
| 2    | TM          | 247   |
| 3    | Gas Gas     | 88    |
| 4    | KTM         | 59    |
| 5    | Husqvarna   | 21    |
| 6    | Honda       | 11    |